# هجوم سد تشرين
كان هجوم سد تشرين أو هجوم الريف الجنوبي لعين العرب عملية عسكرية في شمال شرق محافظة حلب نفذتها قوات سوريا الديمقراطية خلال الثورة السورية للسيطرة على سد تشرين الاستراتيجي والريف الجنوبي لمنطقة عين العرب من تنظيم الدولة الإسلامية. ساند طيران التحالف الدولي هجوم قوات سوريا الديمقراطية بشنه 26 ضربة جوية.